# Komerční banka
Комерційний банк (чеськ. Komerční banka, KB) — чеський банк, що належить фінансовому конгломерату Société Générale (Сосьєте женераль). У Чехії обслуговує близько 1,7 млн. клієнтів.
Банк надає комплексні послуги як фізичним особам, так і бізнес-організаціям.
Наприкінці 2015 у фірмі працювало 7538 працівників. У 2015 у банку було 397 філій та 772 банкоматів.

## Історія
Заснований у січні 1990, коли вийшов зі складу Державного банку Чехословаччини. У 1990 створили державну фінансову установу, але вже 5 березня 1992 перетворено на акціонерне товариство та акції банку потрапили під управління Фонду національного майна Чехії.
У липні 1995 акції банку вийшли на міжнародні ринки.
У листопаді 1997 уряд Чеської республіки ухвалив рішення про продаж великої частки акцій стратегічному інвестору, який мав забезпечити подальший розвиток компанії окремо від держави.
У серпні 1999 відкрито конкурс для пошуку партнера.
У червні 2001 уряд Чехії продав свою частку фінансовій групі Société Générale за ціною 40 мільярдів чеських крон. Після купівлі протягом перших місяців нове керівництво змінило керівництво банку.
У 2006, КБ викупив 40% акцій будівельного товариства Синя піраміда німецької компанії BHW Holding AG.

## Нагороди
Банк сім разів він отримував нагороду Банк року (2004, 2005, 2007, 2011, 2012, 2016 та 2017). П'ять разів він посів друге місце та чотири рази посів третє місце.

## Структура власності
Найбільші акціонери KB (на 31 березня 2011) з часткою статутного капіталу, що перевищує 3%:
- Société Générale SA - 60,353%
- Chase Nominees Limited - 4,708%
- Nortrust Nominees Limited - 4,436%
- State Street Bank and Trust Company - 3,952%

Кількість акціонерів банку на 31 грудня 2007 становила 42 706 юридичних та фізичних осіб.
Загальний статутний капітал банку до 7 жовтня 2011 складає 19 004 926 000 крон і ділиться на 38 009 852 шт. зареєстрованих акцій із номіналом 500 CZK.

## Економічні результати
| Рік                  | 2005    | 2006    | 2007    | 2008   | 2009   | 2010   | 2011  | 2012   | 2013   |
| Оборот (млн. крон)   | 513 856 | 597 555 | 588 692 |        |        |        |       |        |        |
| Прибуток (млн. крон) | 9 148   | 8 747   | 10 710  | 13 233 | 11 007 | 13 330 | 9 475 | 13 954 | 12 528 |